# Liulin
Liulin (柳林县,  Liǔlín Xiàn) ist ein Kreis der bezirksfreien Stadt Lüliang im mittleren Westen der chinesischen Provinz Shanxi. Er hat eine Fläche von 1.290 km² und zählt 287.969 Einwohner (Stand: Zensus 2020). Sein Hauptort ist die Großgemeinde Liulin (柳林镇).
Der Xiangyan-Tempel (Xiangyan si 香严寺) steht seit 2001 auf der Liste der Denkmäler der Volksrepublik China.